# Бурченков, Сергей Васильевич
Серге́й Васи́льевич Бурченко́в (1917 — 31 января 1945) — участник Великой Отечественной войны, командир орудия 34-го гвардейского артиллерийского полка 6-й гвардейской стрелковой дивизии 13-й армии 1-го Украинского фронта, Герой Советского Союза (1945), гвардии старший сержант.

## Биография
Бурченков Сергей Васильевич родился в деревне Пузырёвке в Смоленской губернии в 1917 году. По национальности русский. По окончании школы работал в колхозе.
С 1938 по 1940 год Сергей Бурченков проходил службу в Красной армии, после чего вернулся в свой колхоз.
В июле 1941 года Бурченков в ходе мобилизации призван в армию и направлен на фронт. Сражался на Западном, Брянском, Центральном и 1-м Украинском фронтах. Воевал в артиллерийских частях сначала наводчиком, а позднее командиром орудия.
Особо отличился при форсировании Одры. С 26 по 31 января 1945 года в бою за плацдарм в районе деревни Тарксдорф (6 км южнее город Сцинава, ныне Польша) участвовал в отражении нескольких контратак гитлеровцев, уничтожил лично три вражеские пулемётные точки и несколько десятков фашистов, подбил два тяжёлых танка противника. 31 января 1945 года отважный артиллерист погиб в бою.

Указом Президиума Верховного Совета СССР от 10 апреля 1945 года за образцовое выполнение боевых заданий командования на фронте борьбы с немецкими захватчиками и проявленные при этом мужество и геройство гвардии старшему сержанту Бурченкову Сергею Васильевичу присвоено звание Героя Советского Союза с вручением ордена Ленина и медали «Золотая Звезда».

## Награды
- Медаль «Золотая Звезда» Героя Советского Союза
- Орден Ленина
- Орден Отечественной войны II степени
- Медали

## Память
- Похоронен в деревне Гроссендорф (4 км южнее города Сцинава, Польша).